# Vilma Zamora
Pour les articles homonymes, voir Zamora (homonymie).
Vilma Verónica Zamora Suñol (née dans l'état de Guanajuato au Mexique) est une modèle mexicaine, première dauphine du concours de beauté Nuestra Belleza México (Miss Mexique) 1997. Elle représenta son pays lors de Miss Monde aux Seychelles le 26 novembre 1998. Elle représenta également le Mexique en Colombie avec Reinado Internacional de las flores et au Honduras pour Señorita Continente Americano, où elle se classa première dauphine.